# Trình Vụ Đĩnh
Trình Vụ Đĩnh (chữ Hán: 程務挺, ? – 684), người Binh Ân, Minh Châu , tướng lãnh nhà Đường thời Võ Tắc Thiên, có công trấn áp Đột Quyết, do chịu liên đới với cuộc nổi dậy của Từ Kính Nghiệp nên bị giết.

## Cuộc đời và sự nghiệp
Vụ Đĩnh là con trai của danh tướng Trình Danh Chấn, thiếu thời theo cha chinh chiến, có tiếng là vũ dũng, được thăng làm Hữu lĩnh quân vệ trung lang tướng  .
Trong những năm Vĩnh Long (680 – 681), thủ lĩnh Đột Quyết A Sử Na Phục Niệm nổi dậy, bọn Định Tương đạo hành quân tổng quản Lý Văn Giản, Tào Hoài Thuấn, Đậu Nghĩa Chiêu nối nhau thất bại. Triều đình lấy Lễ bộ thượng thư Bùi Hành Kiệm soái quân đi dẹp, Vụ Đĩnh làm phó tướng, vẫn giữ chức Kiểm hiệu Phong Châu đô đốc. Khi ấy Phục Niệm đóng đồn ở núi Kim Nha, ông cùng phó tổng quản Đường Huyền Biểu đưa quân đi trước ép đến, Phục Niệm sợ không chống nổi, bèn giữa đường xin hàng Hành Kiệm. Hành Kiệm đã hứa cho Phục Niệm khỏi chết, nhưng trung thư lệnh Bùi Viêm cho rằng Phục Niệm sợ binh thế của bọn Vụ Đĩnh nên xin hàng, không phải công của Hành Kiệm, bèn đem giết Phục Niệm. Ông nhờ công được thăng Hữu vệ tướng quân, phong Bình Nguyên quận công  .
Năm Vĩnh Thuần thứ 2 (683), người bộ tộc Bộ Lạc Kê ở huyện Thành Bình, Tuy Châu  là Bạch Thiết Dư khởi nghĩa, có chiếu cho Vụ Đĩnh cùng Hạ Châu đô đốc Vương Phương Dực đi dẹp. Ông hạ được thành, bắt sống Thiết Dư, dẹp sạch đồng đảng. Nhờ công được bái làm Tả kiêu vệ đại tướng quân, Kiểm hiệu Tả Vũ Lâm quân  .
Đầu năm Tự Thánh (tháng 1 – 2 ÂL năm 684), Vụ Đĩnh và Hữu lĩnh quân đại tướng, Kiểm hiệu Hữu Vũ Lâm quân Trương Kiền Úc cùng nhận mật chỉ của Võ Tắc Thiên, soái quân vào cung, phế Trung Tông làm Lư Lăng vương, lập Dự vương làm hoàng đế, là Duệ Tông. Võ Tắc Thiên lâm triều, phong thưởng công thần, con trai ông là Tề Chi được làm Thượng thừa phụng ngữ. Vụ Đĩnh ứa nước mắt xin nhường cho em trai là Nguyên Châu tư mã Trình Vụ Trung, Võ Tắc Thiên khen ngợi, gia Vụ Trung làm Thái tử tẩy mã. Sang năm Văn Minh (tháng 2 – 8 ÂL năm 684), lấy ông làm Tả vũ vệ đại tướng quân, Thiền Vu đạo An phủ đại sứ, đốc quân đề phòng Đột Quyết. Vụ Đĩnh khéo vỗ về, chế ngự, có uy có đức, bộ tướng không ai không tận lực; người Đột Quyết rất kiêng dè, không dám xâm phạm  .
Khi Từ Kính Nghiệp khởi nghĩa (tháng 9 ÂL 684), Bùi Viêm khuyên Võ Tắc Thiên trả lại quyền lực cho Duệ Tông nên bị hạ ngục, Vụ Đĩnh dâng mật biểu biện hộ cho ông ta, khiến Võ Tắc Thiên tức giận. Ông vốn thân thiện với Đường Chi Kỳ, Đỗ Cầu Nhân (tham gia khởi nghĩa Từ Kính Nghiệp), nên có người vu cáo rằng Vụ Đĩnh cùng Bùi Viêm, Từ Kính Nghiệp đều là đồng mưu. Võ Tắc Thiên sai Tả Ưng Dương tướng quân Bùi Thiệu Nghiệp tới quân phủ bắt chém ông, tịch biên gia sản  .
Người Đột Quyết nghe tin Vụ Đĩnh chết, bày tiệc ăn mừng, rồi lập đền thờ, trước khi ra trận đều cúng viếng  .